# Мюллер, Патрик (велогонщик)
Патрик Мюллер (нем. Patrick Müller;  род. 18 апреля 1996, Швейцария) — швейцарский профессиональный  шоссейный велогонщик. С августа по декабрь 2017 года стажёр команды Мирового тура BMC Racing Team. С 2018 по 2019 год выступал за команду Vital Concept-B&B Hotels.

## Достижения
2013
1-й   - Чемпион Швейцарии среди юниоров в групповой гонке
1-й на Туре Берна сред юниоров
1-й на этапе 3 Tour du Pays de Vaud
2014
1-й   - Чемпион Швейцарии среди юниоров в групповой гонке
1-й на этапе 3 Tour du Pays de Vaud
2015
1-й   - Чемпион Швейцарии в категории U-23 в групповой гонке
2016
1-й на Giro del Belvedere U-23
2-й на Trofeo PIVA U-23
2017
3-й на Эшборн — Франкфурт U23
4-й на Тур Фландрии U23
5-й на Чемпионате Швейцарии в групповой гонке
7-й на Льеж — Бастонь — Льеж U23
10-й на Гент — Вевельгем U23
2018
9-й на Чемпионат мира — Групповая гонка U23
2019
1-й на Вольта Лимбург Классик
4-й на Круг Сарты
1-й  — Молодёжная классификация
6-й на Классик Суд Ардеш